# Nina Agadżanowa
Nina Fierdinandowna Agadżanowa-Szutko (ros. Ни́на Фердина́ндовна Агаджа́нова-Шутко́, ur. 27 października?/8 listopada 1889 w Krasnodarze, zm. 27 grudnia 1974) – ormiańsko-radziecka rewolucjonistka i scenarzystka, znana ze scenariusza do filmu Pancernik Potiomkin (1925 r.).

## Życiorys
Urodziła się 27 października (8 listopada) 1889 roku w Krasnodarze. Uczyła się na pedagogicznych kursach, na wydziale historyczno-filologicznym.
W latach 1911–1916 niejednokrotnie była aresztowana i zsyłana za podziemną działalność rewolucyjną. W zsyłce do Wielkiego Ustiugu pracowała jako pianistka w kinoteatrze.
W latach 1918–1919 była w podziemnej działalności partyjnej na tyłach Białej Armii. Od 1920 roku sekretarz białoruskiego Komitetu Wojskowo-Rewolucyjnego.
W latach 1921–1938 pracowała w ambasadzie radzieckiej w Pradze i Rydze.
Pracę z filmem rozpoczęła w 1924 roku. Przez wiele lat była scenarzystką, konsultantką, redaktorką oraz kierowniczką działu scenariuszowego w studiu Mieżrabpomfilm, a później w Sojuzdietfilm.
W realizacji filmu Dwa-Buldi-dwa (1930) brała udział jako reżyser (razem z Lwem Kuleszowem).
W latach 1945–1952 pełniła działalność dydaktyczną (od 1949 docent), nauczała w WGIK. Zmarła 14 grudnia 1974 roku.
Prywatnie żona Kiriłła Szutko – rosyjskiego rewolucjonisty oraz działacza partyjnego i państwowego.

## Wybrana filmografia

### Reżyseria
- 1929: Dwa-Buldi-dwa

### Scenariusz
- 1925: Pancernik Potiomkin
- 1933: Dezerter

## Odznaczenia
- Order Czerwonego Sztandaru Pracy